# Террачини, Умберто Элиа
Умберто Элиа Террачини (итал. Umberto Elia Terracini, 27 июля 1895, Генуя — 6 декабря 1983 Рим) — итальянский коммунист, деятель Коминтерна. Председатель Учредительного собрания Италии (1947—1948).

## Биография
Родился в семье еврейского торговца Джаира Террачини и Адель Сегре. После смерти отца в 1899 семья переехала в Турин. С 1911 года — член Федерации социалистической молодежи. С 1914 — секретарь её филиала в Пьемонте. Учился на юридическом факультете Туринского университета. С 1914 года сотрудничал в газете («Avanti!»). В 1916 году вступил в Итальянскую социалистическую партию. За антивоенную пропаганду в том же году был арестован и отправлен в действующую армию.
После окончания войны продолжил учёбу и политическую деятельность. В 1920 году получил степень доктора права. В 1919 вместе с Антонио Грамши и Пальмиро Тольятти вошёл в группу «Ордине нуово». С 1919 стал секретарём социалистической секции в Турине и членом Руководства ИСП.
В 1920 году по заданию партии стал во главе забастовочного движения в Северной Италии, организовывал на промышленных предприятиях фабрично-заводские советы, захватывавшие контроль над заводами. В 1921 году — один из основателей Итальянской компартии и член её руководства с момента основания. Делегат 3-го конгресса Коминтерна в Москве. В 1921—1924 член Исполкома Коминтерна. В 1926 директор центрального органа итальянской компартии газеты «L’Unita» в Милане.
После прихода к власти в Италии фашистов арестован, вместе с Грамши и другими партийными лидерами осужден фашистским особым трибуналом на 23 года заключения. Долгие годы провел в тюрьме. В 1939 году вместе с другой осуждённой коммунисткой Камиллой Раверой выступил с критикой пакта Молотова — Риббентропа, что привело к его исключению из партии и официального бойкота со стороны бывших соратников по ИКП. В 1943 году освобожден, выехал в Швейцарию. В 1944 возглавлял правительство партизанской республики в Оссола (Пьемонт).
После войны входил в ЦК ИКП и кандидат в члены Руководства с 1946, член Руководства ИКП с 1955 года. В 1946 годы был избран депутатом и заместителем председателя Учредительского собрания, а в 1947 году — его председателем. В этой должности подписал новую итальянскую Конституцию вместе с временным главой государства Энрико де Николой и председателем Совета министров Альчиде Де Гаспери. Являлся основателем движения «Демократический Солидарность», которое защищало демократические свободы, а также оказывало юридическую и материальную помощь арестованным по политическим мотивам и членам их семей.
С 1948 года и до конца жизни — сенатор. В 1958—1973 годах — председатель коммунистической группы в сенате (верхней палате итальянского парламента). С 1950 года — член Всемирного Совета Мира. В 1965—1966 годах был кандидатом от компартии на пост президента Италии.
Выступал за осуждение культа личности И.В.Сталина на XX съезде КПСС, при этом приветствовал ввод советских войск в Венгрию (1956). В 1970-х годах активно выступал в поддержку левой внепарламентской оппозиции, критически относился к политике «исторического компромисса» компартии с христианскими демократами.
Входил в руководство Международной ассоциации юристов-демократов и в руководство Ассоциации юристов-демократов в Италии, был председателем Национальной федерации жертв фашизма.